# Septembre 1908

## Événements
- 6 septembre : Léon Delagrange bat tous les records de distance et de durée à bord de son biplan Voisin. Il tient l'air 29 minutes et 53 secondes et parcourt 24,40 km.

- 9 septembre : Orville Wright réussit un vol d'une heure, 15 minutes et 20 secondes à Fort Myer aux États-Unis.

- 19 septembre : érection de l'Archidiocèse de Vancouver.

- 21 septembre : Wilbur Wright poursuit ses vols au Mans France pour faire homologuer ses performances avec son nouvel appareil, le Wright model A. Il tient l'air pendant 1 heure, 31 minutes et 25 secondes, parcourant 66,6 km. Avec ce vol, Wright fait taire nombre de ses détracteurs européens.

- 22 septembre : l’Empire ottoman reconnaît l'indépendance de la principauté de Bulgarie.

- 23 septembre : ouverture de l'Université de l'Alberta.

- 26 - 27 septembre : attaque du train de Bezdany près de Wilno par des socialistes polonais, dont Józef Piłsudski. 200 000 roubles de butin. Le socialiste polonais Józef Piłsudski se réfugie en Galicie après l’échec de l’insurrection de Varsovie de 1905. Il y prépare le mouvement d’indépendance que la Première Guerre mondiale allait favoriser.

- 29 septembre : la « Conférence internationale pour la protection du travail », réunie à Lucerne (Suisse), interdit le travail industriel nocturne pour les enfants de moins de quatorze ans.

## Naissances
- 4 septembre :
  - Georges Croisile, premier commandant (pacha) du paquebot France († 1991).
  - Edward Dmytryk, réalisateur américain d'origine canadienne († 1er juillet 1999).
  - Richard Wright, écrivain américain († 1960).
- 5 septembre : Josué de Castro, écrivain, médecin, géographe, homme politique brésilien († 1973).
- 9 septembre :
  - Cesare Pavese, écrivain italien († 1950).
  - Bernard Lorjou, peintre français († 26 janvier 1986).
- 14 septembre :
  - Tsendiin Damdinsüren, écrivain et linguiste mongol († 27 mai 1986).
  - Nobuo Nakamura, acteur japonais († 5 juillet 1991).
  - Mihailo Petrović-Njegoš, héritier du trône du Monténégro de 1921 à sa mort († 24 mars 1986).
  - Cecil Smith, patineuse artistique canadienne († 9 novembre 1997).
- 19 septembre : Paul Bénichou, universitaire français, spécialiste de l'histoire de la littérature († 14 mai 2001).
- 20 septembre, Ernest Manning, homme politique canadien, premier ministre de l'Alberta († 19 février 1996)
- 25 septembre : Roger Beaufrand, coureur cycliste français († 14 mars 2007).
- 30 septembre : David Oïstrakh, violoniste russe († 1974).

## Décès
- 5 septembre : Edwin Mackinnon Liébert, peintre anglo-allemand (° 13 mars 1858).
- 7 septembre : Joseph-Guillaume Bossé, homme politique fédéral provenant du Québec.
- 17 septembre : Henri Julien, caricaturiste.
- 20 septembre : Pablo de Sarasate, compositeur espagnol.
- 29 septembre: Albert Maignan, peintre français (° 14 octobre 1845).